# Golden Retriever
Der Golden Retriever (engl. für Goldener Apportierhund) ist eine von der FCI (Nr. 111, Gr. 8, Sek. 1) anerkannte Hunderasse aus Großbritannien. Der aktuelle FCI-Standard stammt aus dem Jahre 2009.
Der Golden Retriever gehört zu den mittelgroßen Hunderassen und wurde ursprünglich in der Mitte des 19. Jahrhunderts in Großbritannien für die Jagd gezüchtet, um erlegte Wasservögel wie Enten unbeschädigt zu apportieren.
Seinem sanften Wesen und der Leichtführigkeit verdankt der Golden Retriever neben dem Einsatz als Jagdhund auch die Beliebtheit als Blindenführhund, Spürhund, Such- und Rettungshund. Das starke Bedürfnis, dem Besitzer zu gefallen („will to please“), hat den Golden Retriever darüber hinaus weltweit zu einer der beliebtesten Familien-Hunderassen werden lassen.

## Herkunft und Geschichte der Rasse
Über die Zucht-Anfänge und die Ahnen der heutigen Golden Retriever war lange Zeit nur wenig bekannt; bis 1959 war man sich noch sicher, dass die Hunderasse von russischen Zirkushunden abstamme, die Dudley Marjoribanks, 1. Baron Tweedmouth in England gekauft und nach Guisachan in Schottland gebracht habe.

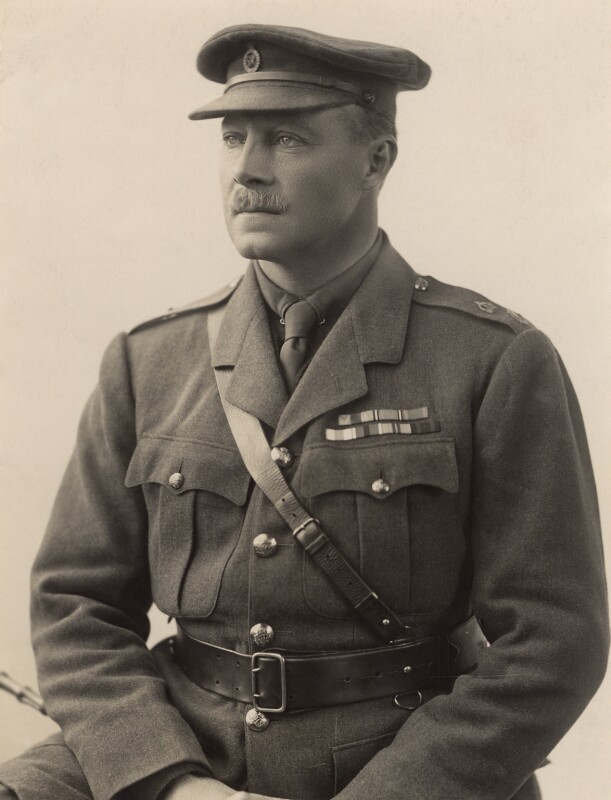
Dudley Marjoribanks, 1. Baron Tweedmouth

Im Jahr 1952 wurden Marjoribanks’ methodische Zuchtbuchaufzeichnungen gefunden, die zehn Jahre später dem britischen Kennel Club vorgelegt wurden. Diese Unterlagen wurden im Jahr 1913 vom Kennel Club anerkannt und werden noch heute im Londoner Büro aufbewahrt.
Den Aufzeichnungen zufolge paarte Marjoribanks im Jahr 1864 seinen gelben Retriever mit welligem Fell (wavy-coated) „Nous“ mit einem heute ausgestorbenen Tweed Water Spaniel namens „Belle“. Bis 1890 züchtete er diese Linie weiter, kreuzte dabei einen weiteren Tweed Water-Spaniel, zwei schwarze Retriever sowie einen Irish Red Setter ein. Dann endeten die Aufzeichnungen von Marjoribanks, der vier Jahre später verstarb.
1913 wurde die Rasse schließlich vom britischen Kennel Club als „gelber“ oder „goldener“ Retriever als eigene Rasse anerkannt, in den 1920er Jahren der offizielle Name der Rasse in Golden Retriever geändert. Der britische Kennel Club fungiert deshalb bis heute als zuchtbuchführender Verband des Golden Retrievers. Im selben Jahr wurde der britische „Golden Retriever Club“ gegründet. Der Standard des British Kennel Club wird in allen Ländern mit Ausnahme der USA und Kanadas eingehalten.
Der schottische Lord und seine Hunde sind bis heute in Erinnerung, das Anwesen in Guisachan wird regelmäßig als Ort für Golden-Retriever-Ausstellungen genutzt und von Rasseliebhabern als ursprüngliche Heimat der Rasse verehrt.
Die Rasse gewann indes vor allem in England, den Vereinigten Staaten und Kanada rasch an Popularität, zu Beginn der 1990er Jahre vor allem durch häufige Auftritte in Fernsehwerbung und Spielfilmen vermehrt auch in Deutschland.
Heute zählt der Golden Retriever zu den beliebtesten und nach den Wurf-Statistiken der zuständigen Zuchtverbände häufigsten Rassehunden im deutschsprachigen Raum. Daneben ist er in den skandinavischen und den Benelux-Ländern als Haushund weit verbreitet. Auch in Frankreich, in Brasilien, Kanada und den USA finden sich heute Golden Retriever.

## Beschreibung

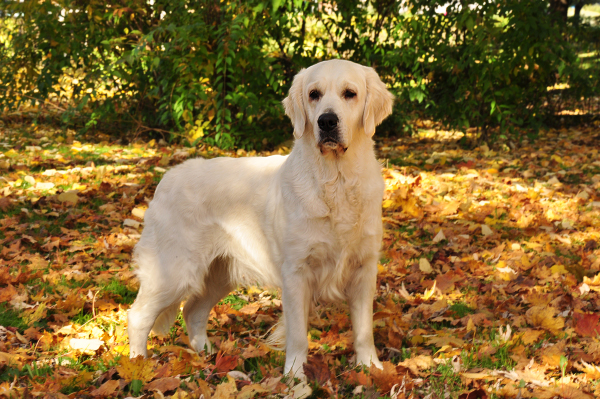
Britischer Golden Retriever

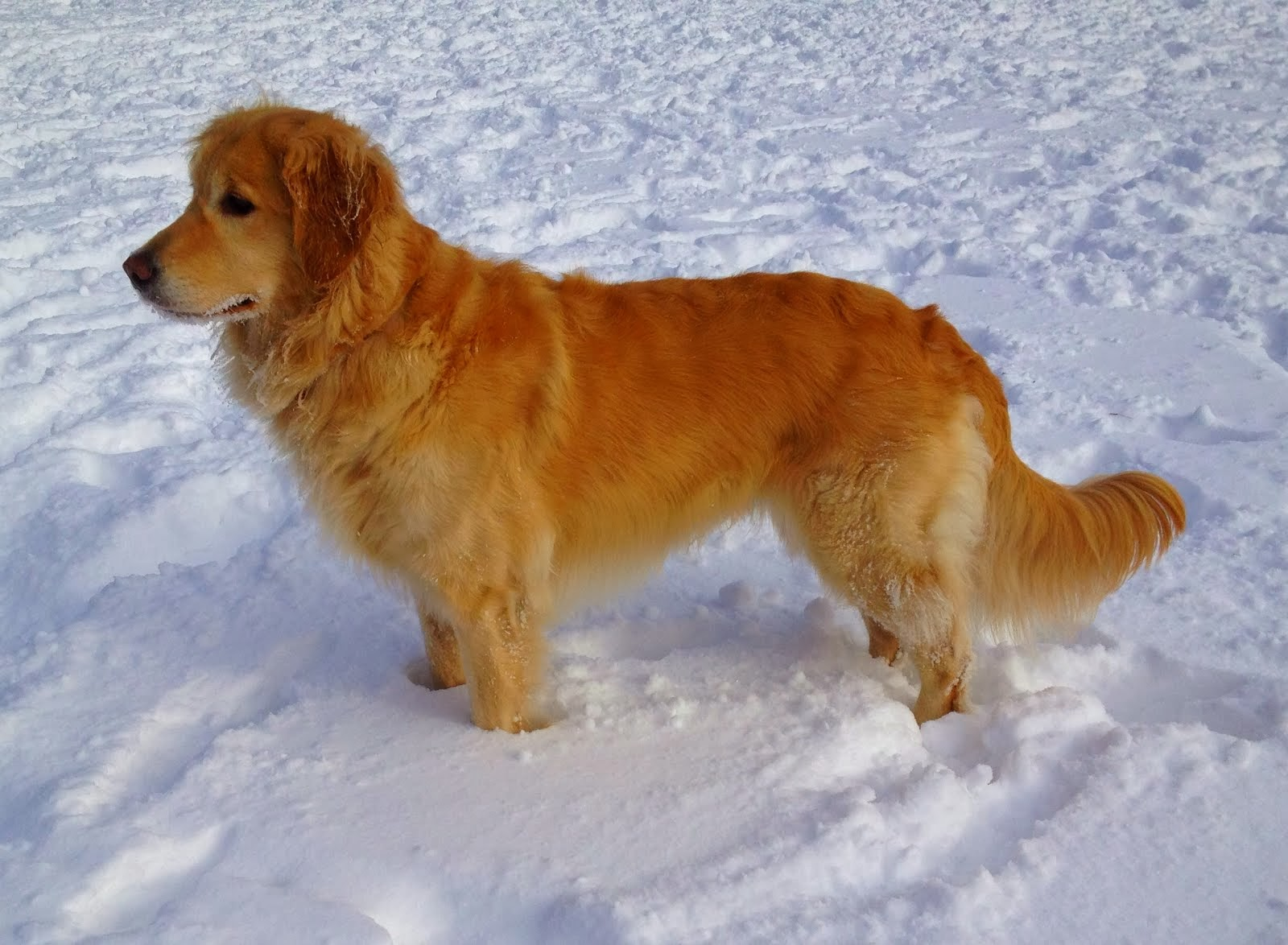
Amerikanischer Golden Retriever

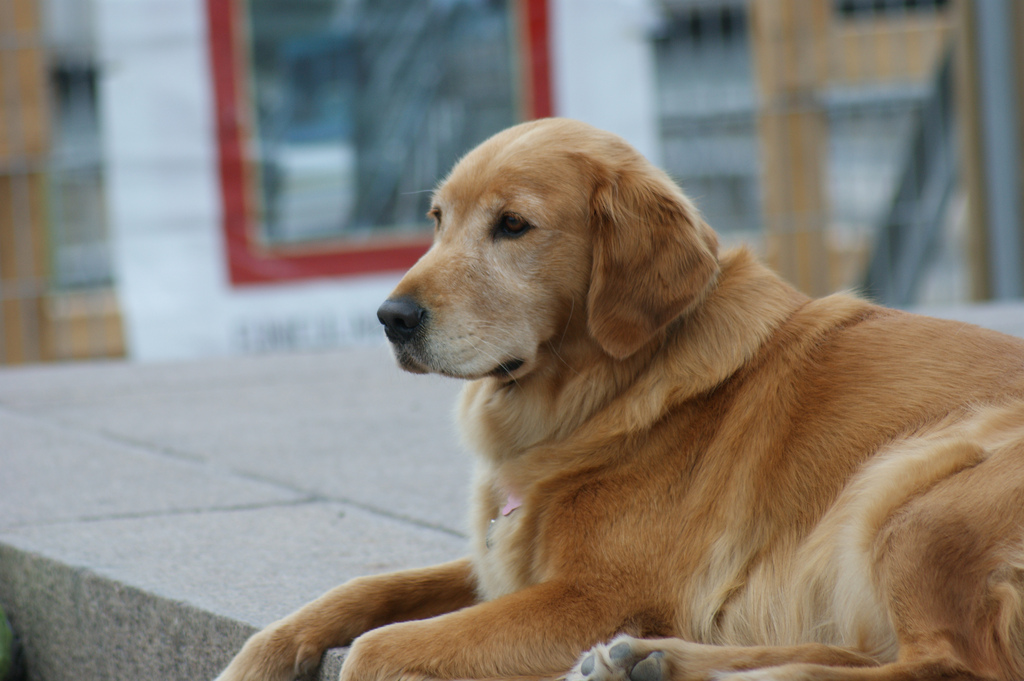
Kanadischer Golden Retriever

Der Golden Retriever ist eine mittelgroße, kräftig gebaute Rasse mit einem dichten, wasserabweisenden, meist gewelltem Fell in den Farben Gold bis Creme mit guter Befederung an der Rückseite der Vorderläufe, der Unterseite des Schwanzes, sowie im Brust- und Bauchbereich. Golden Retriever haben muskulöse Körper und eine große Ausdauer, was auf ihre Ursprünge als Jagd- und Schießhunde zurückzuführen ist. Der Schädel hat einen ausgeprägten Stop, einen muskulösen Hals sowie einen tiefen, gut gewölbten Brustkorb.
Aufgrund der weit verbreiteten historischen Popularität der Golden Retriever sind regionale Variationen in der Rasse entstanden, die sich vor allem im äußeren Erscheinungsbild der Hunde widerspiegeln; auch wenn die Standards des AKC (American Kennel Club) und des britischen KC (The Kennel Club) teilweise wortgetreu übereinstimmen.

### Britische Golden Retriever
Golden Retriever vom britischen Typ sind vor allem in Europa und Australien verbreitet. Der Körper soll laut Kennel-Club-Standard harmonisch sein, der Rücken eine gerade obere Linie haben. Insgesamt ist ein symmetrisches, harmonisches und kraftvolles Erscheinungsbild das Zuchtziel. Der Schädel der Hunde ist demnach breit, ohne dabei grob zu wirken, der Stop ausgeprägt. Die Ohren sind mittelgroß, in Augenhöhe angesetzt, und fallen etwa bis zur Höhe des Mundwinkels. Augenlider, Iris, Lefzen und Nasenschwamm sind stets gut pigmentiert, wobei sich bei einer ganzen Reihe von Hunden die Nase im Winter etwas heller färbt. Der Golden Retriever besitzt ein stark entwickeltes, vollständiges Scherengebiss. Die Augen sind rund und dunkel, was im Gegensatz zu der dreieckigen oder schrägen Komposition des amerikanischen Typs steht. Britische Golden Retriever können eine Fellfarbe in jedem Gold- oder Creme-Ton haben, Rot oder Mahagoni sind nicht erlaubt. Wie bei der amerikanischen Linie ist Weiß eine inakzeptable Farbe im Ausstellungsring.

### Amerikanische Golden Retriever
Golden Retriever vom amerikanischen Typ sind schlaksiger und weniger muskulös, die Weibchen dafür wenige Zentimeter größer (55–57 cm statt 51–56 cm). Ihr Fell ist dunkler und kommt in verschiedenen Schattierungen von glänzendem Gold mit mäßiger Befederung vor. Im Trab haben sie einen freien, geschmeidigen, kräftigen und gut koordinierten Gang. Die Anforderungen des amerikanischen Standards an Proportion, Kopf und Schädel, Hals, Körper, Oberlinie, Vorder- und Hinterhand entsprechen den Standards der britischen Golden Retriever. Während die FCI keine Angaben zum Idealgewicht der Rasse macht, legt sich der „American Kennel Club“ auf 30–34 kg für Rüden und 24–30 kg für Hündinnen fest.

### Kanadische Golden Retriever
Der kanadische Golden Retriever hat ein dünneres und dunkleres Fell und ist größer als die britischen oder amerikanischen Hunde dieser Rasse: Rüden erreichen eine Widerristhöhe von 58–61 cm, Hündinnen 55–57 cm. Dabei liegt das Gewicht der kanadischen Golden Retriever zwischen 29 und 34 kg (Rüden) beziehungsweise 27-32 kg (Hündinnen).

## Wesen
Das Temperament des Golden Retrievers ist ein Markenzeichen der Rasse und wird im Rassestandard und von Hundehaltern als freundlich, aufgeschlossen, neugierig, aufmerksam und ausgeglichen beschrieben. Golden Retriever sind gut als Familienhunde geeignet und im Allgemeinen sowohl Fremden als auch ihnen vertrauten Personen gegenüber gleichermaßen aufgeschlossen – auch anderen Hunden, Katzen und den meisten Nutztieren gegenüber.
Typische Golden Retriever sind aktive und lebenslustige Tiere mit der angezüchteten Geduld, stundenlang ruhig in einem Jagdsitz zu warten. Ausgewachsene Golden Retriever lieben die Arbeit und haben die Fähigkeit, sich auf eine bestimmte Aufgabe zu konzentrieren. Weitere Merkmale, die mit ihrem jagdlichen Erbe zusammenhängen, sind eine für das Ein- und Aussteigen in und aus dem Boot geeignete Größe und eine übermäßige Liebe zum Wasser.

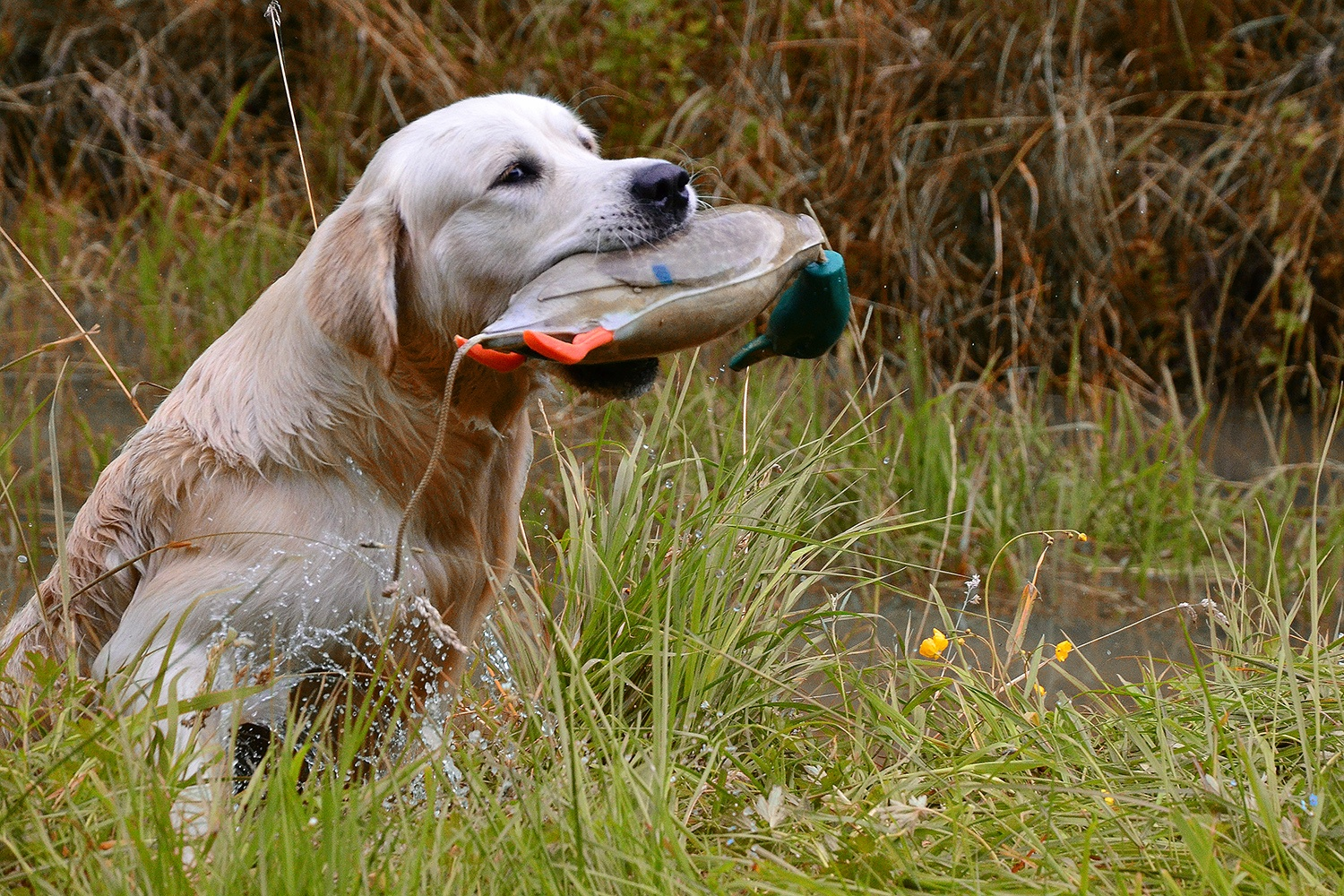
Golden Retriever bei der Dummyarbeit

Golden Retriever sind aufgrund ihrer Intelligenz, ihrer Sportlichkeit und ihres Wunsches, ihren Hundeführern zu gefallen, außergewöhnlich gut und einfach trainierbar. Deshalb werden sie häufig als Blindenhunde, Such- und Rettungshunde eingesetzt. Da Hunde der Rasse von menschlicher Gesellschaft leben und ihr Leben ihren Menschen widmen, zählen sie inzwischen auch zu den beliebtesten Familienhunden.
Die Haltung eines Golden Retrievers ist, wie die aller Jagdhunde, bewegungs- und trainingsintensiv: Unterforderte, in ihren Arbeitsanlagen nicht geförderte Hunde neigen dazu, unerwünschte Verhaltensweisen zu entwickeln. Deshalb ist es äußerst wichtig, eine über „normales Gassi gehen“ hinausreichende Beschäftigung für Hund und Halter zu finden. Gut dazu geeignet sind die Fährtenarbeit, das Dummytraining, die Betätigung in einer Rettungshundestaffel oder einer Hundesportart, die etwas mit Nasenarbeit beziehungsweise Apportieren zu tun hat.
Wie nahezu jede Hunderasse kann aber auch der nicht erzogene beziehungsweise nicht fachmännisch zur Jagd ausgebildete Golden Retriever zum Wildern oder Streunen neigen. Allerdings ist er meist nicht wildscharf.

## Verwendung

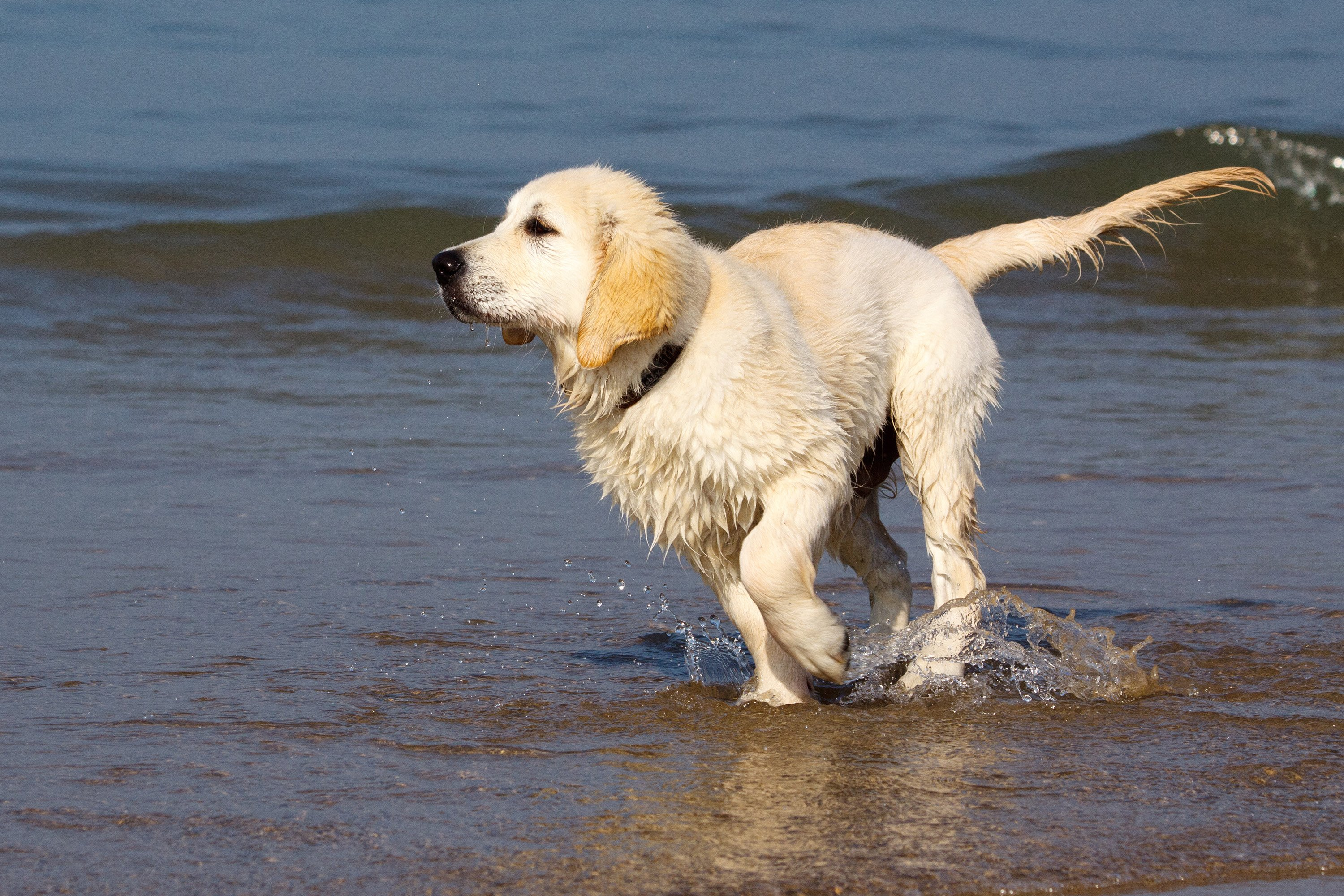
Golden Retriever sind wasseraffin und häufig gute Schwimmer.

Der Golden Retriever wurde ursprünglich für die Jagd gezüchtet. Man setzte ihn ein, um geschossene Vögel – auch aus dem Wasser – zu apportieren (engl.: to retrieve „zurückbringen“). Darauf geht auch die hohe Wasseraffinität der meisten Hunde dieser Rasse zurück; sie sind in der Regel sehr gute Schwimmer.
Heute ist die Rasse vor allem für ihr ausgeglichenes Wesen, ihre gute Verträglichkeit mit fremden Menschen bekannt. Von den Anlagen her zeichnen sich alle Retriever durch eine ausgesprochene Menschenfixiertheit aus, die sich, soweit sie mit viel Einfühlungsvermögen sowie der nötigen Konsequenz gefördert und gelenkt wird, zu einer bei vielen anderen Hunderassen kaum erreichbaren Leichtführigkeit ausbilden lässt. Dieser sogenannte „will to please“ kann den Betrachter zu der Annahme verleiten, für den Hund sei es das größte Glück, seinem Menschen alle Wünsche von den Augen abzulesen.
Die beschriebene Leichtführigkeit in Verbindung mit einer hohen Intelligenz und Anpassungsfähigkeit haben dazu geführt, dass der Golden Retriever neben seiner ursprünglichen Verwendung zur Jagd heute überdurchschnittlich häufig als Familien- und Begleithund gehalten wird.

## Gesundheitliches
Die Rasse hat mit 10 bis 14 Jahren eine vergleichsweise hohe Lebenserwartung für einen Hund dieser Größe. Allerdings ist diese in den vergangenen 30 Jahren gesunken. 7 Prozent aller Golden Retriever sterben vor dem Alter von fünf Jahren, 13 Prozent vor dem Alter von 8 Jahren, und 22 Prozent werden keine 10 Jahre alt. Internationale Studien haben festgestellt, dass dafür vor allem eine Zunahme an Knochenkrebs-, Blutkrebs- oder Lymphgewebs-Erkrankungen verantwortlich ist; rund 60 Prozent aller Golden Retriever in Amerika und 40 Prozent aller Golden Retriever in Europa sterben an diesen Krebs-Erkrankungen. Ebenso überdurchschnittlich häufig treten Mastzelltumoren auf.
Für den Golden Retriever sind in der tiermedizinischen Literatur mehrere Erbkrankheiten beschrieben, die bei der Rasse überdurchschnittlich häufig auftreten:
- Ellbogendysplasie[26]
- Hüftgelenksdysplasie[27]
- Epilepsie[28][29]
- X-Chromosomale Muskeldystrophie (entsprechend der Duchenne-Muskeldystrophie beim Menschen)[30][31]
- Portosystemischer Shunt (angeboren, intrahepatisch)[32]
- Ureterektopie
- Angeborene Dysplasie der Netzhaut[33]
- Canine juvenile Zellulitis[34]